# Capercaillie

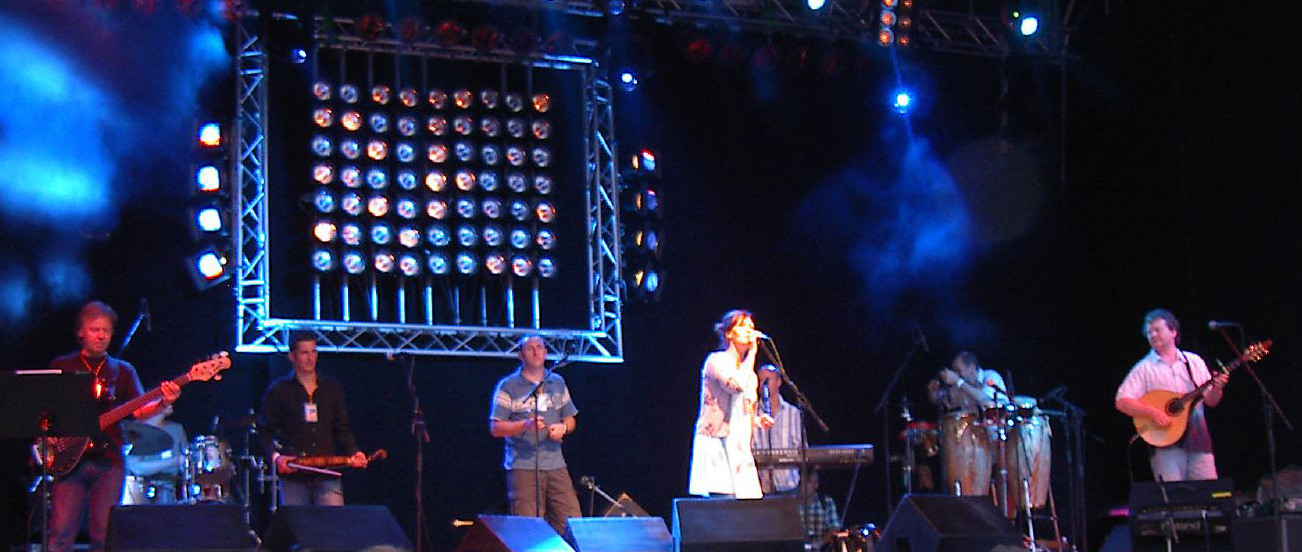
Capercaillie in 2005

Capercaillie is een Schotse folkmuziekgroep opgericht in de tachtiger jaren van de 20e eeuw door Donald Shaw en Karen Matheson.

## Geschiedenis
In 1984 brachten zij hun eerste album Cascade uit. De in 1992 opgenomen ep Coisich A Ruin was de eerste opname in het Schots-Gaelisch. Zij maakten de traditionele Keltische nummers en muziek populair met moderne mixen, zoals het combineren van traditionele teksten met drum-'n-bass.

## Discografie

### Studioalbums
- 1984: Cascade
- 1987: Crosswinds
- 1988: The Blood is Strong
- 1989: Sidewaulk
- 1991: Delirium
- 1992: Get Out
- 1993: Secret People
- 1994: Capercaillie
- 1996: To the Moon
- 1997: Beautiful Wasteland
- 1998: Glenfinnan (Songs of the '45)
- 2000: Nàdurra
- 2002: Choice Language
- 2008: Roses and Tears

### Livealbums en compilatiealbums
- 1998: Dusk Till Dawn: The Best of Capercaillie
- 2002: Capercaillie Live in Concert
- 2004: Grace and Pride: The Anthology 2004-1984

## Bandleden anno 2007
- Karen Matheson - Zang
- Donald Shaw - Keyboard, accordeon
- Charlie McKerron - Fiddle
- Michael McGoldrick - Fluit, tinwhistle, uilleann pipes
- Manus Lunny - Bouzouki, gitaar
- Ewen Vernal - Basgitaar
- Che Beresford - Drums
- David Chimp Robertson - Percussie

## Voormalige bandleden
- Marc Duff - Bodhrán, whistle, wind synth, Rauschpfeife
- John Saich - Bas, gitaar
- James Mackintosh - Drums
- Shaun Craig - Gitaar, bouzouki
- Martin MacLeod - Bas, fiddle
- Joan Maclachlan - Fiddle, zang